# Iluze shlukování

Na bílé ploše přibývají zcela náhodně rozmístěné modré tečky. Lidský mozek má však tendenci vnímat jejich shluky jako nenáhodné.

Pojem iluze shlukování (anglicky Clustering illusion) označuje fenomén ze série tzv. kognitivních zkreslení. Podstatou tohoto myšlenkového fenoménu je tendence lidské psychiky vnímat shluky prvků (anglicky clusters) v malém souboru náhodně rozmístěných dat jako nenáhodné. Vnímání jednotlivé řady dat jako nenahodilé je dáno chybným úsudkem o variabilitě, která by se měla objevit v menším vzorku dat. 

## Vyhodnocovací algoritmy
Naše mysl je nucena neustále vyhodnocovat vnímaná data, abychom se plynule orientovali v podnětových polích. Špatná interpretace skutečnosti pak vychází z mentálních procesů, které jsme si během svého vývoje osvojili. K novým datům, se kterými člověk přichází do styku, se může vztahovat kognitivně nebo emočně. Je-li člověk nastaven přednostně kognitivně, pracuje s daty jaksi realisticky a bere v potaz i např. důležitost zkoumaného jevu pro jeho rozvoj. Emoční nastavení naopak způsobuje primárně libostní nebo estetické vnímání.
V případě, že by člověk přistupoval k malému vzorku dat kognitivně, zhodnotil by předchozí zkušenosti a logicky by dokázal určit variabilitu rozmístěných prvků. Vzhledem k tomu, že však mnohdy převládá právě emoční přístup, vzorek o menším počtu dat nedokáže interpretovat s přihlédnutím k principům pravděpodobnosti a statistiky. Zároveň je přítomné i značné množství skepse a iracionality, které psychice nedovolí přijít s úsudkem, který i přes svou zdánlivou nepravděpodobnost je pravdivý.

## Zákon malých čísel
Daniel Kahneman popisuje tzv. Zákon malých čísel, který stejným způsobem jako iluze shlukování pracuje s charakteristikou menších vzorků. Jeho výzkum pracuje s četností případů rakoviny ledvin mezi jednotlivými okresy USA.
„Extrémní výsledky (jak vysoký výskyt, tak nízký), lze s větší pravděpodobností zjistit v malých vzorcích než ve velkých. Toto vysvětlení není kauzální. Malý počet obyvatel v okrese ani nezpůsobuje rakovinu, ani jí nezabraňuje. Pouze umožňuje, aby výskyt rakoviny byl mnohem vyšší (nebo nižší), než je tomu u větší populace. V okresech s menší populací není výskyt rakoviny opravdově nižší nebo vyšší než normální, pouze se to tak jeví v důsledku práce s náhodnými vzorky.“ 
Vysoká míra rakoviny v některých oblastech tak nesouvisela s voličskými preferencemi ani s životní úrovní občanů ve velkých vs. malých okresech. Důvodem je velikost zkoumaného vzorku, což v iluzi shlukování hraje hlavní roli.

## Příklady
Obdobně jako u Kahnemanova výzkumu považuje vlivem iluze shlukování člověk při pěti kolech házení mincí za nepravděpodobné, aby padla pětkrát za sebou panna. Na takto malém vzorku dat však není možné aplikovat padesátiprocentní šanci stejným způsobem jako při větším souboru. To, co platí u 1 000 hodů, tedy pravděpodobnost pětsetkrát hodit pannu, se neprojeví ve stejné míře při pěti hodech. Míra odchylky je totiž u těchto dvou souborů nesrovnatelná.
Známým příkladem, který zpracoval Thomas Gilovich, Robert Vallone a Amos Tversky, je tzv. „Klam horké ruky“ (angl. „Hot hand fallacy“). Pro tento fenomén má princip iluze shlukování zásadní význam. Klam horké ruky pracuje s obecně uznávanou vírou v tzv. strikes (pruhy) vyskytujícími se převážně ve sportu. Klam spočívá v tom, že divák má tendenci u několika výher za sebou např. v baseballu očekávat další úspěšný hod, jelikož hráč má podle této teorie horkou ruku neboli určité štěstí a tendenci uspět v řadě. Opak je však pravdou. Autoři zjistili, že úspěšný hod když nic, tak minimálně předvídá chybný hod spíše než další úspěch. Na malém vzorku dat je však v danou chvíli pravděpodobnější, že bude pokračovat série stejných hodů. Ačkoliv standardně by člověk odhadl nahodilost v za sebou jdoucích datech, při jemu zvláštní pravidelnosti očekává její trvání.

## Kognitivní teorie disonance
Hlavní otázka zní, co je příčinou tohoto kognitivního zkreslení. Nebo jinak – proč by člověk přistupoval mylně k realitě, ačkoliv z chybné interpretace neplyne žádná výhoda (na příkladu s házení mincí by jedinec na základě mylného zhodnocení pravděpodobnosti mohl přijít o šanci na výhru). Možným vysvětlením je kulturně determinovaná snaha člověka dosáhnout psychické rovnováhy.
„Nastane-li  u jedince disonantní kognice, nové vjemy nezapadají do dosavadních poznatků a on se je snaží převést na konsonantní kognici. Teprve je-li dosaženo kognitivní konsonance, pak jedinec dosáhne psychické rovnováhy, a  to buď formou změny interpretace disonantní kognice, nebo ji dokonce ignoruje. Disonantní kognice vyvolávají vjem „cizoty“ a nedůvěrnosti, snahu o dosažení konsonance lze interpretovat jako pokus o dosažení obvyklé důvěrnosti.“
Stejně tak, jako se člověk snaží začlenit cizí jevy mezi vlastní již známé myšlenkové struktury, shluk dat v malém vzorku považuje za nepravděpodobný, protože na základě znalosti principů pravděpodobnosti ve větším souboru dat je mu tento příklad cizí. Raději tedy situaci vyhodnotí jako výjimečnou, aby nedošlo k narušení jemu známých stávajících pravidel.

## Opomíjení pravděpodobnosti
Člověk velmi často vykazuje neschopnost matematicky nakládat s principy pravděpodobnosti. Nejen u výše zmíněných případů, kde je na malém vzorku člověku nepravděpodobné určité seskupení dat, ale i u pravděpodobnosti obecně se lidská psychika rozhoduje emočně. Zejména pak pokud se jedná o jevy přímo se týkající nás.
V experimentu z roku 1972 vyplynulo, že skupina lidí nereagovala odlišně na rozdílnou pravděpodobnost obdržení elektrického šoku. Při oznámení 50% a následně 5% šance se jejich tělesné projevy rozrušení (srdeční tep, pot apod.) nezměnily. Stouply však v případě, že se zvýšila míra očekávaného elektrického šoku. Reagujeme tedy na očekávaný dosah událostí, avšak nemá na nás vliv velikost jejich pravděpodobnosti. „V rozdílných mírách rizika se orientujeme jen s obtížemi, a to až do okamžiku, kdy se riziko rovná nule. Protože míru rizika nedokážeme chápat intuitivně, musíme počítat.“
Jak vidíme na příkladu baseballu, nejen při rizikových situacích, jako jsou elektrické šoky, reaguje naše psychika nelogicky. Racionální vyhodnocení situace, o to více na malém zkoumaném souboru, není u člověka standardní, což je principem právě iluze shlukování.